# 圆盘

圆盘是由一个圆周界定的区域。开圆盘是不包含边界圆周的圆盘的内部，而闭圆盘是开圆盘加上边界圆周。

在几何中，一个圆盘（disk 或 disc）是由平面中一个圆（circle）围成的区域。一個圓只包含邊界，而一個圓盤包含内部區域。

在度量幾何與凸分析中，圓盤是凸集，因為每兩點之間的直线點都落在該點集合中；但是圓不是凸集，因為它是中空的。

## 開圓盤與閉圓盤
不含邊界的圓盤稱為開圓盤，包含邊界的圓盤稱為閉圓盤。
開圓盤與閉圓盤是開區間與閉區間在二維上的推廣（參見區間）。就点集拓扑学來說，它們都是开集或闭集，開／閉區間是一維的開／閉集，而開／閉圓盤是二維的開／閉集。因此，在数学分析中，如同區間被使用在實數線上，圓盤被使用在複數平面上用來表示邻域。

要注意的是，因為一個集合可能是一個聯集，所以一個開集不一定是開區間或開圓盤，例如，{\displaystyle (0,1)\cup (2,3)} 是一個開集，但是它不是一個開區間，因為它不連續。

## 圓盤的度量空間定義
在笛卡儿坐标中，以 {\displaystyle (a,b)} 为中心半径为{\displaystyle R}的开圆盘由公式
{\displaystyle D=\{(x,y)\in {\mathbb {R} ^{2}}:(x-a)^{2}+(y-b)^{2}<R^{2}\}}
给出，而同样中心与半径的闭圆盘为
{\displaystyle {\overline {D}}=\{(x,y)\in {\mathbb {R} ^{2}}:(x-a)^{2}+(y-b)^{2}\leq R^{2}\}.}
一个半径为{\displaystyle R}的开圆盘或闭圆盘的面积是{\displaystyle \pi R^{2}}（见 圆周率{\displaystyle \pi }）。

## 圓盤與球
球是圆盘在度量空间中的推广。不过，球被用來當作一個一般性的概念，以推廣到多維空間，在這概念下，圓盤是二維空間（歐幾里得平面）中的球。因此，開圓盤是二維的開球，閉圓盤是二維的閉球。

## 物理學中的圓盤
在理论物理学中，圆盘也被用來當作二维气体的氣體分子模型，通常它被视为刚体，所以它們的碰撞是弹性的。